# Beer Never Broke My Heart
«Beer Never Broke My Heart» (с англ. — «Пиво никогда не разбивало моё сердце») — песня американского кантри-певца Люка Комбса, вышедшая в качестве шестого сингла на кантри-радио и первого сингла со второго студийного альбома What You See Is What You Get (2019).
Сингл достиг первого места в радиоэфирном хит-параде Country Airplay и второго в кантри-чарте Hot Country Songs, получил 5-кратную платиновую сертификацию в США.

## История
Комбс написал песню совместно с Рэнди Монтаной и Джонатаном Синглтоном, а продюсером выступил Скотт Моффатт. Впервые Комбс исполнил песню в акустическом варианте на концерте в январе 2018 года.
Taste of Country писал о лирической теме песни: «Он поёт обо всем остальном в жизни, что может навредить человеку, но в итоге приходит к выводу, что пиво — единственная надёжная ставка!». В песне приводится список различных вещей и людей, которые разочаровали рассказчика в его жизни, а в припеве он завершает своё выступление словами «ледяное пиво никогда не разбивало мое сердце». В песне звучит гитарный рифф, который, по мнению репортёра Rolling Stone Роберта Кроуфорда, «в равной степени относится к хард-року и кантри».

## Коммерческий успех
4 августа 2019 года песня «Beer Never Broke My Heart» достигла первого места в американском кантри-чарте Country Airplay, что позволили Комбсу стать первым музыкантом у которого все первые 6 синглов побывали на вершине чарта с начала отсчёта этого чарта службой Nielsen SoundScan в январе 1990 года.
Из альбома What You See Is What You Get (2019) вышли семь синглов и все попали на первое место Country Airplay: «Forever After All» (июнь 2021), «Better Together» (5 недель на № 1 в январе 2021); «Lovin’ on You» (5, сентябрь 2020); «Does to Me» (2, мая 2020); «Even Though I’m Leaving» (5, ноябрь 2019); «Beer Never Broke My Heart» (2, август 2019) и «Cold as You» (1, ноябрь 2021). Шесть подряд чарттопперов последний раз было в 2017 году из альбома Kill the Lights Люка Брайана.
Сингл получил 5-кратную платиновую сертификацию в США. Тираж в США составил 321000 копий к марту 2020 года.

## Отзывы
Журналист Rolling Stone Роберт Кроуфорд назвал песню «кантри-хитом для поколения цифрового потокового вещания, с достаточным жанровым шармом, чтобы привлечь городских хитрецов». Стивен Томас Эрлевайн, написавший обзор для AllMusic, назвал песню «умным гимном пьянству, который хорошо резюмирует смелые подводные течения мини-альбома The Prequel».
Rolling Stone поместил песню на 188-е место в своем рейтинге 200 величайших кантри-песен всех времен.

## Концертные исполнения
Комбс исполнил песню на Ночном шоу с Джимми Фэллоном в мае 2019 года, на церемонии вручения премии Country Music Association Awards в ноябре 2019 года, а также на шоу Saturday Night Live в феврале 2020 года.

## Чарты
| Чарт (2019—2020)                    | Высшая позиция |
| ----------------------------------- | -------------- |
| Австралия (ARIA)                    | 44             |
| Канада (Billboard Canadian Hot 100) | 31             |
| Канада (Billboard Country)          | 1              |
| Мир (Billboard Global 200)          | 184            |
| США (Billboard Hot 100)             | 21             |
| США (Billboard Hot Country Songs)   | 2              |
| США (Billboard Country Airplay)     | 1              |

| Чарт (2019)                        | Позиция |
| ---------------------------------- | ------- |
| Канада (Canadian Hot 100)          | 68      |
| США (Billboard Hot 100)            | 63      |
| США (Country Airplay, Billboard)   | 5       |
| США (Hot Country Songs, Billboard) | 5       |
| США (Rolling Stone Top 100)        | 59      |

## Сертификации
| Регион                                                                      | Сертификация  | Продажи   |
| --------------------------------------------------------------------------- | ------------- | --------- |
| Австралия (ARIA)                                                            | 3× Платиновый | 210 000   |
| Канада (Music Canada)                                                       | 4× Платиновый | 320 000   |
| Великобритания (BPI)                                                        | Серебряный    | 200 000   |
| США (RIAA)                                                                  | 5× Платиновый | 5 000 000 |
| Данные о продажах + прослушиваниях приведены только на основе сертификации. |               |           |